# Odorrana amamiensis
Odorrana amamiensis (japanisch アマミハナサキガエル Amami-Hanasaki-Gaeru) ist eine Froschart, die auf den japanischen Amami-Inseln Amami-Ōshima und Tokunoshima verbreitet ist. Sie gilt als stark gefährdet bis gefährdet.

## Beschreibung
Die Körperfarbe ist rückenseitig grünlich bis hellbraun. Der Rücken ist mit Tuberkeln bedeckt, Brust und Bauch sind glatt. Es gibt eine schwach ausgeprägte dorsolaterale Linie. Die Weibchen sind deutlich größer als die Männchen. Ihre Kopf-Rumpf-Länge beträgt 7,6 bis 10,1 cm, während sie bei den Männchen bei 5,7 bis 6,9 cm liegt. Der Kopf hat eine dreieckige Form und ist länger als breit. Die Schnauze ist länger als bei anderen Froscharten im Verbreitungsgebiet und die Nasenlöcher befinden sich an der Nasenspitze. Die Vorderbeine weisen keine Schwimmhäute zwischen den Fingern auf, jedoch die Hinterbeine zwischen den Zehen. Die Hinterbeine sind zudem etwa dreimal so lang wie die Vorderbeine und die Länge der Unterschenkel beträgt etwa 57 bis 70 % der Kopf-Rumpf-Länge. Die Männchen haben paarige Schallblasen und Stimmöffnungen an den Mundwinkeln. Odorrana amamiensis ähnelt äußerlich der Schwesterart Odorrana narina, die im Norden Okinawa-jimas verbreitet ist, ist jedoch deutlich größer als diese und weist ein kleineres Trommelfell auf.

## Vorkommen
Die Art ist auf den beiden Amami-Inseln Amami-Ōshima und Tokunoshima verbreitet, die in der Präfektur Kagoshima liegen. Das Verbreitungsgebiet auf Amami-Ōshima umfasst etwa 300 der 712 km² und auf Tokunoshima Schätzungen zufolge weniger als 50 der 248 km². Dort findet Odorrana amamiensis sich in Bächen, auf dem Boden und in Bäumen der immergrünen Bergwälder. Sie kommen auch in Sekundärwald vor und nachts können sie bei regnerischem Wetter oft auf Waldwegen gefunden werden, wo sie nach kleinen Tieren jagen.
Odorrana amamiensis ist hauptsächlich nachtaktiv. Im Winter sammeln sich die Tiere vermehrt um Gewässer an.

## Fortpflanzung
Die Paarungszeit liegt je nach Population im Oktober bis Mai. Der Paarungsruf der Männchen besteht aus zwei Tönen: einem kurzen, gefolgt nach einer kurzen Pause von einem längeren. Der Laich von Odorrana amamiensis umfasst jeweils etwa 1500 gelblich weiße Eier. Er wird im Schatten von Felsen in Bächen abgelegt. Die Kaulquappen auf Tokunoshima sind schlanker als die der Schwesterart Odorrana supranarina, die auf den weiter südlich gelegenen Yaeyama-Inseln verbreitet ist.

## Gefährdung und Schutz
Die International Union for Conservation of Nature (IUCN, „Weltnaturschutzunion“) stuft die Art als stark gefährdet ein, jedoch den Populationstrend als stabil. Auf der nationalen Roten Liste gefährdeter Arten Japans von 2020 wird sie dagegen als gefährdet eingestuft. Auf beiden Inseln ging der Bestand seit den frühen 1980er Jahren deutlich zurück. Hauptbedrohung für die Art ist die Abholzung von Wäldern und der Straßenbau. Besonders auf Tokunoshima ist der Lebensraum zurückgegangen und fragmentiert worden. Viele ehemalige Waldgebiete wurden dort zu Zuckerrohrplantagen umgewandelt. Andere Bedrohungen sind der Einsatz von Pestiziden und Veränderungen an Wasserläufen. Auch wurden auf Amami-Ōshima 1979 Goldstaubmungos zur Bekämpfung von Habuschlangen und Hausratten ausgesetzt, die den Bestand dezimierten. Inzwischen sind diese jedoch wieder weitestgehend ausgerottet worden.
In der Präfektur Kagoshima ist die Froschart seit 22. März 2011 als Naturdenkmal ausgewiesen. Teile der Inseln gehören zudem zum seit 2017 bestehenden Amamiguntō-Nationalpark und die Inseln Amami-Ōshima, Tokunoshima, Iriomote und der nördliche Teil der Insel Okinawa stehen darüber hinaus seit 2021 auf der Liste des UNESCO-Weltnaturerbes.

## Systematik
Odorrana amamiensis ist eine Art aus der Familie der Echten Frösche (Ranidae).
Sie wurde 1994 von dem japanischen Herpetologen Masafumi Matsui als Rana amamiensis wissenschaftlich erstbeschrieben.
In Japan endemische Arten der Gattung Odorrana umfassen neben O. amamiensis noch O. splendida auf Amami-Ōshima, O. narina und O. ishikawae im Norden der Insel Okinawa sowie O. supranarina und O. utsunomiyaorum auf den Yaeyama-Inseln. Im nahegelegenen Taiwan findet sich zudem die morphologisch ähnliche Art O. swinhoana. Nach Analyse mitochondrialer DNA ist O. amamiensis am nächsten mit O. narina verwandt. Beide Arten divergierten schätzungsweise vor 1,1 bis 2,4 Millionen Jahren voneinander und vor 2,3 bis 5 Millionen Jahren von O. supranarina. Von dem gemeinsamen Vorfahren der beiden Arten O. utsunomiyaorum und O. swinhoana trennte sich der Vorfahr dieser drei wahrscheinlich vor 4,1 bis 9,3 Millionen Jahren im späten Miozän bis frühen Pleistozän und der Vorfahr dieser vermutlich von denen der auf dem asiatischen Kontinent verbreiteten Arten vor etwa 5,4 bis 12,3 Millionen Jahren als die Landmassen noch miteinander verbunden waren. Die beiden ebenfalls auf den Ryūkyū-Inseln verbreiteten Arten O. splendida und O. ishikawae sind weniger eng mit O. amamiensis verwandt als einige der Arten auf dem Festland (z. B. O. livida). Odorrana drang somit zweimal nach Norden in die Ryūkyū-Inseln vor. Für den Vorfahr von O. splendida und O. ishikawae wird der betreffende Zeitraum auf vor 7,9 bis 18,0 Millionen Jahren im mittleren bis späten Miozän geschätzt.